# Skulderbladets muskler
Skulderbladets muskler rör med något undantag skuldergördeln antingen i förhållande till bröstkorgen (thorax) eller i förhållande till överarmsbenet (humerus).

## Rörelser i förhållande till thorax
De skelettmuskler som rör skulderbladet i förhållande till bröstkorgen tillhör rygg-, bröst eller halsmuskulaturen. De har i allmänhet sitt ursprung i ryggraden, bröstbenet eller revbenen och de fäster i skulderbladet, nyckelbenet och/eller överarmsbenet. 
De antingen lyfter/sänker skulderbladet, drar det medialt/lateralt eller roterar det. Vid abduktion av överarmen roteras skulderbladet så att dess ledyta mot överarmsbenet vänds uppåt. Vid flexion av överarmen glider skulderbladet utanpå bröstkorgen genom att hela skuldergördeln roterar med nyckelbenets mediala led som centrum samtidigt som skulderbladet roterar som vid abduktion av överarmen.
Det är det faktum att skulderbladet inte är ledat till bröstkorgen som ger den övre extremiteten dess rörelseomfång på nästan 180°. Priset för denna rörelsefrihet är begränsad stabilitet och axelleden är den led som lättast går ur led.

| Skulerbladets muskler                        | Skulerbladets muskler | Skulerbladets muskler                              | Skulerbladets muskler                                      |
| Muskel                                       | Ursprung | Fäste                                              | Funktion                                                   |
| -------------------------------------------- | --- | -------------------------------------------------- | ---------------------------------------------------------- |
| m. pectoralis minor                          | (Revben) Costa(e) 3-5 | Processus coracoideus                              | sänkning                                                   |
| m. serratus anterior                         | Costae I-VIII/IX | Margo medialis, angulus superior, angulus inferior | sänkning (nedre delen), drag lateralt och framåt, rotation |
| m. rhomboideus major                         | thorakal kyfos processus spinosus Th II-Th V | Margo medialis (pars inferior)                     | drag medialt                                               |
| m. rhomboideus minor                         | processus spinosus vertebrae cervikal lordos C VII och thorakal kyfos Th I | Margo medialis (pars intermedia)                   | drag medialt                                               |
| m. levator scapulae                          | Processus transversus vertebrae (tuberculum posterius) C I - C IV | Margo medialis (pars superior)                     | lyft                                                       |
| m. trapezius (pars transversa och ascendens) | Ryggkotornas taggiga utskott (processus spinosus vertebrae) från den sjunde och sista cervikalkotan C VII (cervikal lordos) till den tolfte och sista thorakalkotan Th XII (thorakal kyfos) |                                                    | drag medialt, sänkning (nedre delen), rotation             |
| m. latissimus dorsi (några fibrer)           | Ryggkotorna taggutskott (processus spinosus) thorakalkota 6 till thorkalkota 12 |                                                    | sänkning (indirekt via humerus)                            |
| m. omohyoideus                               | Övre del av skulderbladet | Undre kant os omohyoideus                          | Drar tungbenet neråt när man pratar och sväljer            |

## Skulderbladets musklers påverkan på humerus rörelser
För humerus rörelser i förhållande till skulderbladet står muskler som antingen är lednära och har en stabiliserande funktion (till exempel m. subscupularis) eller stora, ytliga och ofta starka muskler (till exempel m. deltoideus). Axelledens stora flexibilitet gör dock att denna uppdelning blir något schematisk och en muskel kan ha flera olika funktioner i olika delar.
Under de stora ytliga musklerna finns rotatorkuffens fyra muskler: m. supraspinatus, m. infraspinatus, m. teres minor och m. subscapularis. Tillsammans förhindrar de att överarmsbenets huvud (caput humeri) glider i förhållande till skulderbladets ledpanna (fossa glenoidalis). Rotatorkuffens stabiliserande funktion gör att den kallas axelns aktiva ligament.

| Axelledens muskler                              | Axelledens muskler                                                                          | Axelledens muskler                            | Axelledens muskler                                                                                               |
| Muskel                                          | Ursprung                                                                                    | Fäste                                         | Funktion |
| ----------------------------------------------- | ------------------------------------------------------------------------------------------- | --------------------------------------------- | --- |
| m. pectoralis major (fäster ej i skulderbladet) | Pars clavicularis medialis, tuberositas deltoidea humeri, pars sternocostalis costae II-VII | Crista tuberculi majoris                      | flexion, adduktion, inåtrotation                                                                                 |
| m. coracobrachialis                             | Processus coracoideus                                                                       | Mellersta tredjedelen av humerus mediala sida | flexion |
| m. triceps brachii (caput longum)               | Margo lateralis                                                                             | Olecranon ulnae                               | extension |
| m. biceps brachii (caput brevis)                | Processus coraciodeus                                                                       | Tuberositas radii                             | flexion |
| m. subscapularis                                | Facies costalis                                                                             | Tuberculum minus humeri                       | inåtrotation |
| m. deltoideus                                   | Pars clavicularis, pars acromialis, pars scapulae spinalis                                  | Tuberositas deltoidea humeri                  | abduktion, flexion, extention, adduktion (främre delen), inåtrotation (främre delen), utåtrotation (bakre delen) |
| m. supraspinatus                                | Fossa supraspinata                                                                          | Tuberculum majus humeri                       | utåtrotation, initialt involverad i abduktion                                                                    |
| m. infraspinatus                                | Fossa infraspinata                                                                          | Tuberculum majus humeri                       | utåtrotation |
| m. teres minor                                  | Margo lateralis                                                                             | Tuberculum majus humeri                       | utåtrotation |
| m. teres major                                  | Angulus inferior, margo lateralis                                                           | Tuberculum minus                              | Extention, adduktion, inåtrotation                                                                               |
| m. latissimus dorsi (några fibrer)              | processus spinosus vertebrae thorakal kyfos, Th VI-XII                                      | Sulcus intertubercularis humeri               | extention, adduktion, inåtrotation                                                                               |